# Rynek towarowy
Rynek towarowy – rynek, na którym handluje się towarami takimi jak: metale szlachetne (złoto, srebro, platyna, pallad), ropa naftowa, gaz ziemny, kukurydza, kawa, soja, ryż, cukier, pszenica. 
Na rynku tym towarem bazowym jest dany instrument, zaś walutą kwotowaną dolar lub euro.